# Victor Borlan
Victor Borlan (n. 1862 – d. 1931, Beiuș, județul Bihor) a fost un deputat în Marea Adunare Națională de la Alba Iulia, organismul legislativ reprezentativ al „tuturor românilor din Transilvania, Banat și Țara Ungurească”, cel care a adoptat hotărârea privind Unirea Transilvaniei cu România, la 1 decembrie 1918.:p.101

## Biografie
A studiat la Academia Teologică din Budapesta. A fost profesor și autorul lucrării Istoria Naturală, care reunea două volume, scrisă în colaborare cu Vasile Dumbravă. Domeniile științifice în care acesta a activat au fost zoologia, ornitologia și geografia fizică.

## Activitatea politică

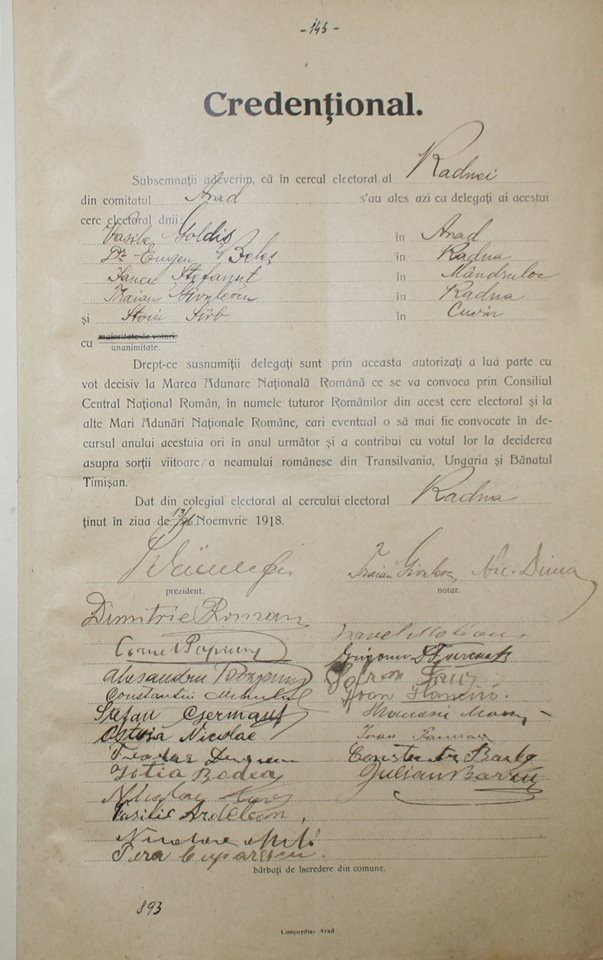
Credențional

Victor Borlan a fost ales delegat al Liceului „Samuil Vulcan” din Beiuș la Marea Adunare Națională de la Alba-Iulia, unde a votat unirea Ardealului cu România, la 1 decembrie 1918.